# Kim Salomon

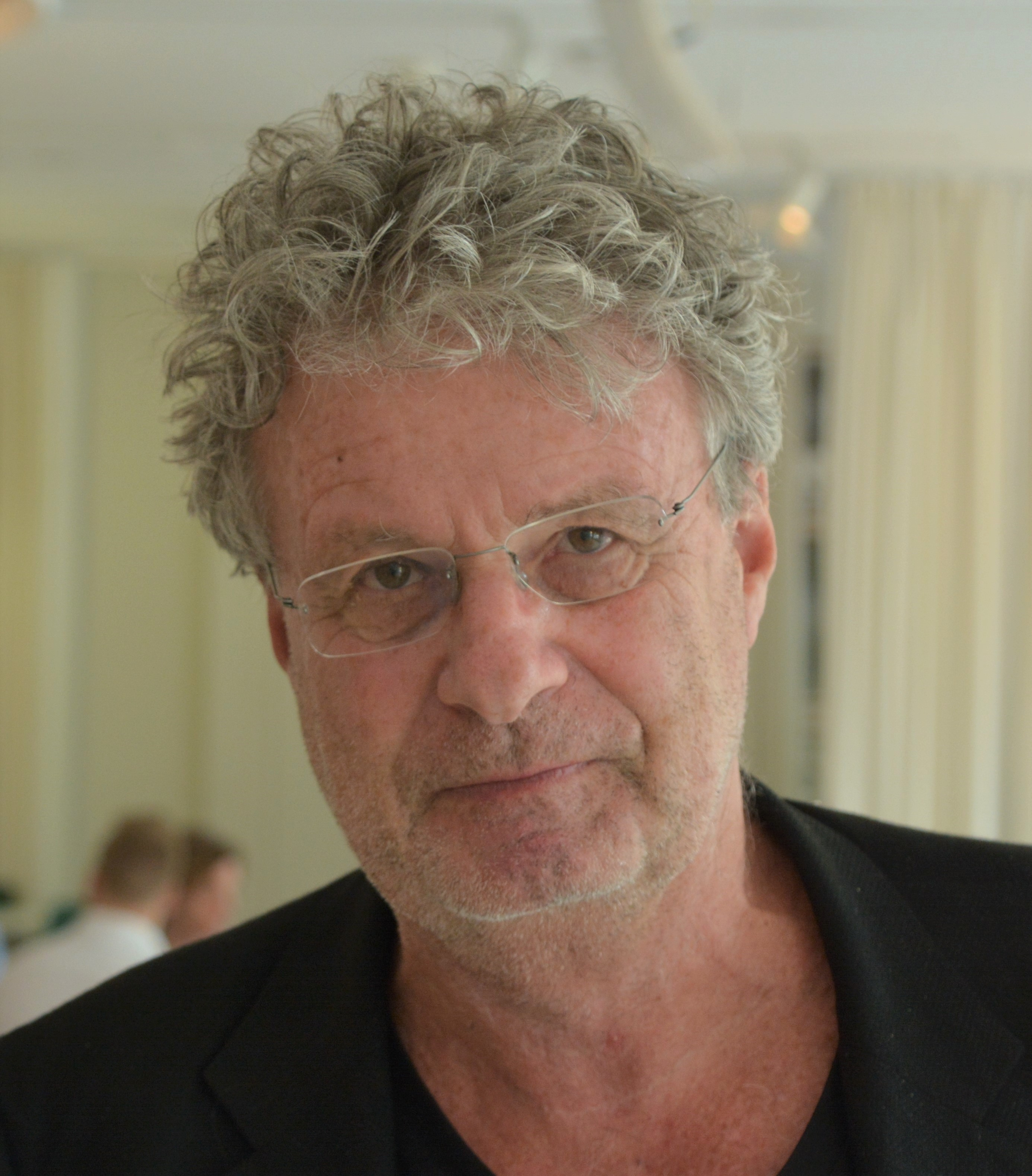
Kim Salomon

Kim Eskild Salomon, född 31 juli 1948 i Danmark, är professor emeritus i historia vid Lunds universitet och en produktiv författare, bland annat på temat fredsrörelser och flyktingpolitik. Han medverkar regelbundet i Svenska Dagbladet, där han bland annat skrivit ett sjuttiotal Under strecket. År 2020 utkom hans bok "Jag anklagar...! De intellektuellas historia" (Natur & Kultur).
Kim Salomon studerade historia vid Lunds universitet och blev 1980 filosofie doktor på en avhandling om gränskonflikter i Sydjylland. Han har varit forskningssekreterare vid Nordsam på Utrikespolitiska Institutet i Stockholm. År 1996 blev han professor vid historiska institutionen i Lund. Salomon bor  numera i Stockholm och är gift med Sara Kristoffersson. 

## Utmärkelser, ledamotskap och priser
- Ledamot av Vetenskapssocieteten i Lund (LVSL, 1989)[1]